# Jacques Dominique de Buzelet
Jacques-Dominique de Buzelet (1729-1812) est un militaire français du XVIIIe siècle. Il fut brigadier des armées du roi au régiment Dragons-Dauphin et major de division de la cavalerie noble du prince de Condé.

## Biographie
Fils du chevalier Dominique Jacques César de Buzelet, capitaine au régiment de Dauphin-Dragons, Jacques Dominique de Buzelet naît le 16 septembre 1729 à Metz, place forte française des Trois-Évêchés. Il épouse le 7 décembre 1773 à Saint-Sulpice-sur-Loire (Anjou, actuel Maine-et-Loire) Marie Petit de Chemellier, fille de Raoul René vicomte de Chemellier et baron de Blaison. Suivant les traces de son père, le jeune Jacques Dominique embrasse la carrière des armes.
Jacques-Dominique de Buzelet fait une belle carrière militaire au service du roi. Brigadier des armées du roi au régiment Dragons-Dauphin et chevalier de Saint-Louis, il quitte l’armée au moment de la Révolution française. Il siège aux assemblées de la noblesse tenues à Angers, en 1789, avant de prendre le parti de la contre-révolution, et rejoindre ensuite l’armée des émigrés. Il fait ainsi la campagne de 1792, en qualité de major de division de la cavalerie noble du prince de Condé. Son beau-frère, Jean Guy René de Chemellier, capitaine au régiment de Dauphins-dragons et officier sous l'armée des Princes, fut tué le 21 août 1792.
Jacques Dominique de Buzelet décède le 21 avril 1812 à Angers. Son fils Jacques Marie René de Buzelet fut Adjoint au maire d'Angers de 1811 à 1825, maire de Saint-Rémy-la-Varenne pendant 40 ans de 1828 à 1868, conseiller général du Maine et Loire de 1827 à 1845. Sa fortune privée venait souvent combler les lacunes du budget communal, en particulier pour la construction du pont entre Saint-Rémy et Saint-Mathurin, pour l'amélioration des routes du pays, ainsi que pour une rente qu'il institua pour l'entretien d'une école tenue par des sœurs.

## Sources
- François Simon, La chouannerie en Anjou an XIXe siècle : étude historique suivie de nombreux documents inédits d’ordre politique, économique et social, éd. Imprimerie nouvelle, 1956, p. 158.
- Mémoires et documents, France. Commission d’histoire économique et sociale de la Révolution française, vol. 20, éd. Commission d’histoire économique et sociale de la Révolution française, Société de l’École des chartes, 1967, p. 340.
- Alain Le Bihan, Loges et chapitres de la Grande loge et du Grand orient de France seconde moitié du XVIIIe siècle, vol. 20, éd. Bibliothèque nationale, 1967.
- Louis Bergeron, Guy Chaussinand-Nogaret, Grands notables du Premier Empire, vol. 9, éd. Centre national de la recherche scientifique, 1983,  (ISBN 2222033039), p. 176.
- Gilbert Bodinier, Dictionnaire des officiers généraux de l'Armée royale, 1763-1792 : enrichi des notices biographiques des brigadiers de cavalerie et de dragons nommés après 1715, t. 1, Paris, Archives & culture, 2009 (ISBN 978-2-350-77133-5 et 978-2-350-77202-8), p. 396.